# Médaille commémorative de Syrie-Cilicie
La Médaille commémorative de Syrie-Cilicie (in italiano: Medaglia commemorativa di Siria e Cilicia) fu una medaglia concessa dalla Terza repubblica francese a quanti avessero partecipato alle operazioni militari in Siria e Cilicia.

## Storia
La medaglia venne proposta nella sua creazione dal generale Castelnau alla camera dei deputati francese con l'intento di premiare quanti avessero preso parte alle campagne militari in Siria e Cilicia.

## La medaglia
La medaglia era composta da un disco d'argento di 30 mm di diametro avente sul dritto l'effige elmata della Repubblica Francese con la scritta "République française". Sul rovescio si trova invece una scena bellica su panorama desertico con la scritta "LEVANT" e delle bandiere con la scritta "HONNEUR ET PATRIE" e sotto elencati i nomi dei principali teatri del conflitto: Siria e Cilicia. Il tenente è costituito da una mezzaluna con una corona d'alloro, e il  nastro è bianco con delle strisce azzurre di 3 mm orizzontali.